# Lucretia Garfield
Lucretia Rudolph Garfield (ur. 19 kwietnia 1832 w Hiram, zm. 14 marca 1918 w Pasadenie) – żona prezydenta Stanów Zjednoczonych Jamesa Garfielda i w 1881 roku amerykańska pierwsza dama.

## Życiorys
Lucretia Rudolph urodziła się 19 kwietnia 1832 roku w Hiram, jako córka farmera Zebulona Rudolpha. Uczęszczała do szkoły Geauga Academy w hrabstwie Meigs, gdzie poznała swojego przyszłego męża Jamesa Garfielda. Kiedy studiowali w Hiram College Garfield zaczęli się spotykać, jednak nie zaręczyli się. Ich nieformalny związek trwał kilka lat, gdyż przyszły prezydent zwlekał z oświadczynami. Wpływ na podjęcie decyzji miał ojciec Lucretii, założyciel Hiram College, gdzie wykładał Garfield. Miał on nadzieję, że dzięki temu zostanie mianowany rektorem uczelni, co rzeczywiście nastąpiło w 1857 roku. Rok później odbył się ślub Garfielda i Rudolph.
Trzy lata po ślubie James wyruszył na front wojny secesyjnej, natomiast Lucretia mieszkała u rodziców. W 1863 Garfield został kongresmanem i często przebywał w Waszyngtonie i Nowym Jorku, natomiast jego żona pozostawała w domu. Po pewnym czasie przeprowadziła się wraz z dziećmi do stolicy. Choć interesowała się polityką, nie zabiegała o poparcie dla męża poprzez organizowanie wystawnych przyjęć. Popierała go w karierze politycznej i cieszyła się z faktu uzyskania nominacji prezydenckiej Partii Republikańskiej. Doradzała mu także w sprawie politycznych plotek i rozmów zakulisowych.
Po zaprzysiężeniu oboje zamieszkali w Białym Domu. Nowa pierwsza dama organizowała tam przyjęcia, włączając także spotkania tylko dla kobiet, dwa razy tygodniowo. Z czasem przywróciła też zwyczaj serwowania wina, pomimo że początkowo była temu przeciwna. Ponieważ nie służył jej klimat stolicy, w maju 1881 zachorowała na malarię. Miesiąc później przeniosła się wraz z dziećmi do Elberon. Gdy 2 lipca jej mąż został postrzelony przez Charlesa Guiteau, została przewieziona pociągiem do Waszyngtonu. 6 września oboje pojechali do Elborn, gdzie prezydent zmarł 13 dni później.
Po śmierci Jamesa, Lucretia przez pewien czas mieszkała w Cleveland. Pobierała rentę w wysokości 5 tysięcy dolarów, ufundowaną przez Kongres. Rzadko udzielała się publicznie; głównie przychodziła na spotkania organizacji kobiecych. Podróżowała także po Europie. Zmarła na zapalenie płuc 14 marca 1918 roku w Pasadenie.

## Życie prywatne
Lucretia Rudolph wyszła za mąż za Jamesa Garfielda 11 listopada 1858 roku. Mieli razem siedmioro dzieci: Arabellę (ur. w 1860), Harry’ego Augustusa (ur. w 1864), Jamesa Rudolpha (ur. w 1865), May (ur. w 1867), Irvina McDowella (ur. w 1870), Abrama (ur. w 1872) i Edwarda (ur. w 1874). Należała do Kościoła Wyznawców Chrystusa.